# Edwardsiana stehliki
Edwardsiana stehliki är en insektsart som beskrevs av Lauterer 1958. Edwardsiana stehliki ingår i släktet Edwardsiana och familjen dvärgstritar. Enligt den finländska rödlistan är arten akut hotad i Finland. Arten är reproducerande i Sverige. Artens livsmiljö är lundskogar. Inga underarter finns listade i Catalogue of Life.